# Eucalyptus globulus subsp. globulus
Eucalyptus globulus subsp. globulus é uma subespécie de planta com flor pertencente à família Myrtaceae. 
A autoridade científica da subespécie é Labill., tendo sido publicada em Voy. Rech. Pérouse 1: 153, tab. 13 (1800).

## Portugal
Trata-se de uma subespécie presente no território português, nomeadamente em Portugal Continental.
Em termos de naturalidade é introduzida na região atrás indicada.

## Proteção
Não se encontra protegida por legislação portuguesa ou da Comunidade Europeia.